# Günter Wallraff... en samtale
Günter Wallraff... en samtale er en film instrueret af Fritz Pedersen efter eget manuskript.

## Handling
Som meget ung skrev jeg i min dagbog, og det er stadig en ledetråd for mig i dag. Jeg drømte, at livet var en drøm. Da jeg vågnede, så jeg, at livet ikke var nogen drøm. Og så kunne jeg ikke falde i søvn igen. Således fortæller journalisten og forfatteren Günter Wallraff i begyndelsen af filmen om sin drivkraft. I dag er han en efterspurgt foredragsholder over hele verden, men også forhadt af store dele af det tyske erhvervsliv, den borgerlige presse og den politiske højrefløj for sine falske identiteter og pinagtige afsløringer af arbejdsmetoder hos Springer-pressens Bild Zeitung og for sine afsløringer af behandlingen af tyrkere i Tyskland. I to år levede Wallraff som tyrkeren Ali. I dag bor han i Köln, og i sit arbejdsværelse fortæller Wallraff om zigøjnernes vilkår, om historisk ansvar og åndelig fattigdom, om social hakkeorden og den altid nærværende fare for fascismen.